# Europa (wyspa)
Europa (fr. Île Europa) – wyspa o powierzchni 28 km², położona u wybrzeży południowej Afryki. Należy do Francji, jest największą z tzw. Wysp Rozproszonych Oceanu Indyjskiego (Îles éparses de l’océan Indien), stanowiących dystrykt Francuskich Terytoriów Południowych i Antarktycznych. Stanowi terytorium sporne z Madagaskarem.
Położona jest w Kanale Mozambickim mniej więcej w połowie drogi między południowym wybrzeżem Madagaskaru a Mozambikiem. Wyspa ma w przybliżeniu kolisty kształt i wymiary 7 na 6 km. Laguna zajmuje ok. 1/5 jej powierzchni, jego większą część porastają mangrowce. Północną część porasta suchy las wilczomleczy, południową – trawy. Spotyka się na niej 13 gatunków ptaków, zarówno morskich, jak i migrujących; dwa podgatunki są endemitami.

## Historia
Wyspa była znana europejskim żeglarzom zdążającym do Indii, nazwę nadała jej w 1774 roku załoga statku „Europa”. W 1860 roku znaleźli się na niej francuscy osadnicy; po opuszczeniu przez nich wyspy pozostały na niej zdziczałe zwierzęta domowe, np. kozy. Formalnie wyspa znalazła się pod władzą francuską w 1897 r. Osadnicy pojawiali się na niej jeszcze kilkukrotnie; zajmowali się rybołówstwem i myślistwem, a późniejsi mieszkańcy założyli plantację agawy sizalowej.
Na wyspie znajduje się posterunek wojskowy i stacja meteorologiczna. Nie jest zamieszkana, ale podobnie jak wyspy Juan de Nova i Glorieuses, co 45 dni odwiedza ją 15-osobowy patrol.

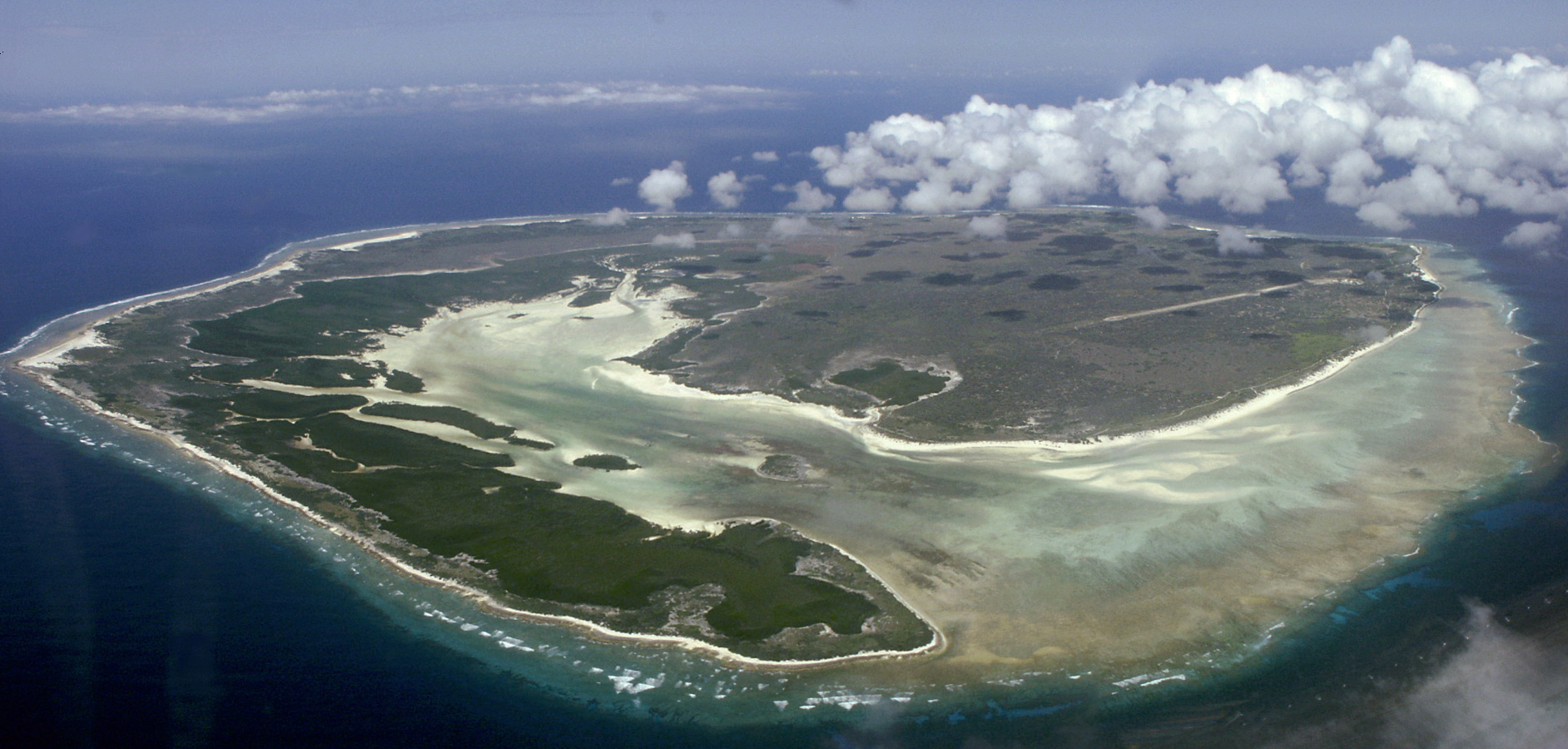
Aerofotografia wyspy
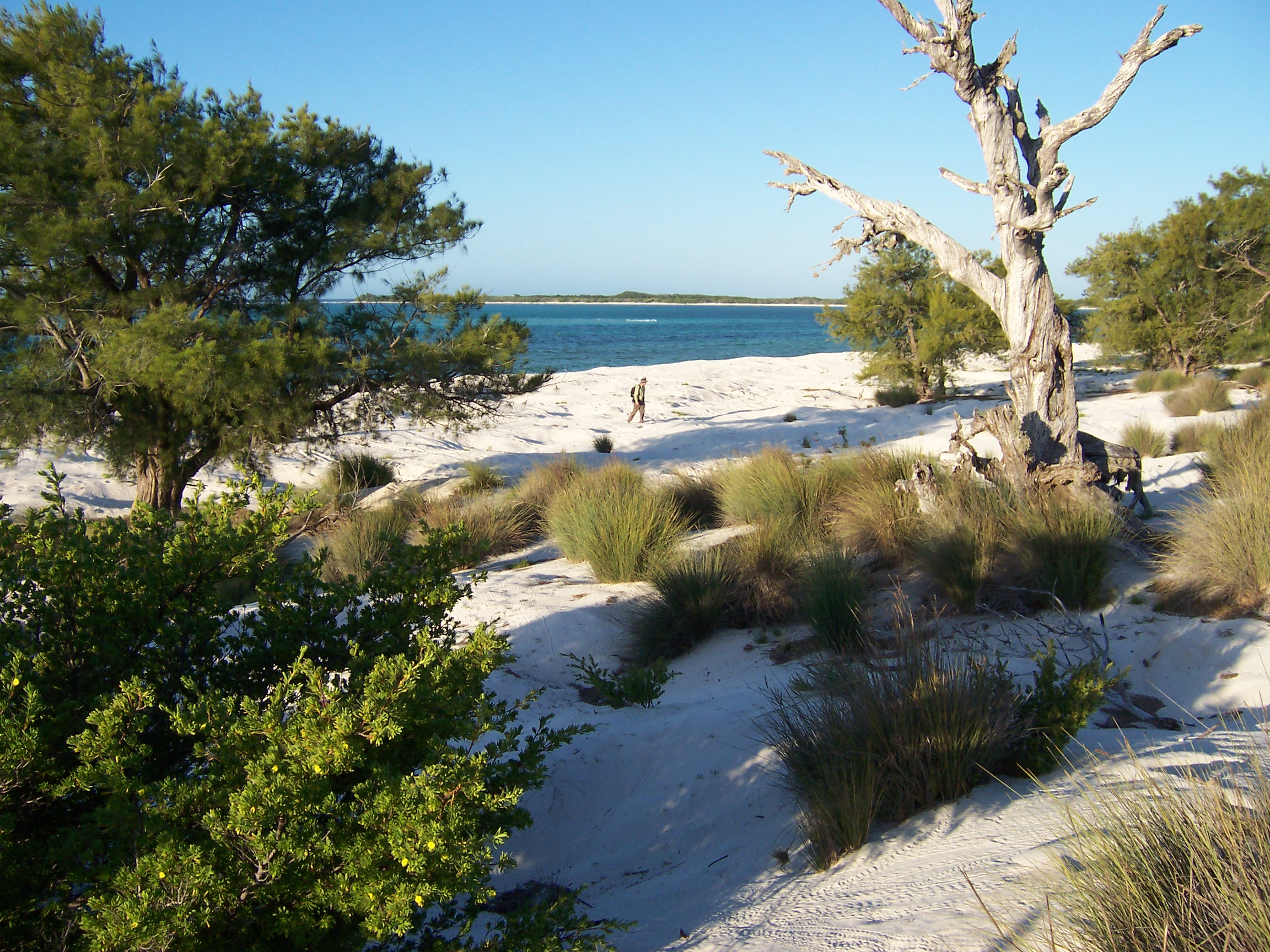
Plaża na wyspie